# Eusarca subochrearia
Eusarca subochrearia är en fjärilsart som beskrevs av George Duryea Hulst 1900. Eusarca subochrearia ingår i släktet Eusarca och familjen mätare. Inga underarter finns listade i Catalogue of Life.